# Halterofilismo nos Jogos Olímpicos de Verão de 1896 - Levantamento com duas mãos
A prova de levantamento com duas mãos, semelhante ao atual arremesso, foi um dos dois eventos do halterofilismo nos Jogos Olímpicos de Verão de 1896. Os dez atletas tiveram três tentativas. Após estas, os três melhores tiveram mais três chances.

## Medalhistas
| Ouro   | DEN Viggo Jensen      |
| Prata  | GBR Launceston Elliot |
| Bronze | GRE Sotirios Versis   |

## Resultados
| Pos. | Atleta                   | Peso     |
| ---- | ------------------------ | -------- |
|      | DEN Viggo Jensen         | 111,5 kg |
|      | GBR Launceston Elliot    | 111,5 kg |
|      | GRE Sotirios Versis      | 090,0 kg |
| 4    | GRE Georgios Papasideris | 090,0 kg |
| 4    | GER Carl Schuhmann       | 090,0 kg |
| 6    | HUN Momcsilló Tapavicza  | 080,0 kg |